# دروازه راز
دروازه راز (به انگلیسی: Port of Mystery) آلبومی گردآوری شده از یانی می‌باشد که در سال ۱۹۹۷ منتشر شده‌است.